# 孔思晦
孔思晦（1267年7月26日—1333年4月26日），字明道，山東曲阜人，孔子五十四代孫。生於元世祖至元四年（1267年）七月初四日:8。少年天姿穎秀，從孔顏孟三氏學教授張篆，講求義理，尊尚德行，不拘泥於詞章之學。至元二十年（1283年），其父孔浣去世，家貧，下田親耕而不廢學業，深受張篆器重。 元成宗大德七年（1303年），遊學於京師，得國子監祭酒耶律有尚賞識，欲舉為官，以老母年高為由，謝絕耶律氏好意。元武宗至大三年（1310年），居母喪期滿，薦為孝廉，授范縣（今屬河南）儒學教諭。元仁宗延祐二年（1315年），轉任宁阳县（今屬山東）教諭，儉約自律，盡職盡責，深受生員愛戴。
當時，孔氏族人以衍聖公孔思誠乃孔元用之後，不屬嫡系，上書朝廷請求罷免。元仁宗詳覈孔氏族譜，以為孔思晦係孔子家族北宗长支之后，當襲封。遂罷免孔思誠。於延祐三年（1316年）授孔思晦以中議大夫，襲封衍聖公，給四品印。襲爵後，孔思晦請求朝廷新置典籍、管勾、司樂3人，分掌書籍音樂，錢穀出納。廟宇、碑刻、祭器、禮器等皆整飭一新。編修孔氏譜牒，刻譜于石，以垂永久。得朝廷之命，恢復尼山祭田150畝，歲收入粟48石，又獲命增置尼山書院，重開鄒縣子思書院。元英宗至順元年（1330年），他上書請追封孔子之父叔梁紇為啟聖王，母顏徵在為啟聖王夫人。泰定四年（1327年）升嘉議大夫，改給三品銀印。卒於元文宗至順四年閏三月十二日（1333年4月26日），享壽六十七歲。夫人張氏；有一子孔克堅:8。

## 附註
1. ↑  族譜寫作「順帝元統元年閏三月十二日」，但是元統元年是由陰曆十月開始，因此應為同一年的前一個年號，即文宗至順四年。

## 延伸阅读
[在维基数据编辑]
 《元史·卷180》，出自宋濂《元史》

## 参看
- 孔子
- 儒家（儒教）
- 孔子世系
- 衍聖公
- 孔德成
- 孔氏南宗